# Кочишта
Кочишта (мкд. Кочишта) су насељено место у Северној Македонији, у западном делу државе. Кочишта припадају општини Центар Жупа.

## Географија
Насеље Кочишта је смештено у крајњем западном делу Северне Македоније, близу државне границе са Албанијом (8 km западно). Од најближег већег града, Дебра, насеље је удаљено 22 km јужно.
Рељеф: Кочишта се налазе у области Жупа, на западним падинама планине Стогово. Источно од насеља се налази главно било планине, док се западно тло спушта у долину Црног Дрима, која је у ово делу преграђена, па је ту образовано вештачко Дебарско језеро. Надморска висина насеља је приближно 1.020 метара.
Клима у насељу је планинска због знатне надморске висине.

## Становништво
По попису становништва из 2002. године Кочишта су била без становника.
Претежно становништво у насељу су били Македонци.
Већинска вероисповест у насељу било је православље.